# الملعب الأولمبي (ميونخ)
الملعب الأولمبي بميونخ (بالألمانية: Olympiastadion München)‏ هو ملعب رياضي يقع في مدينة ميونخ. تم افتتاحه رسمياً في 26 مايو 1972، وهو من تصميم المعماري الألماني فراي أوتو. كان هذا الملعب هو المقر الرئيسي للألعاب الأولمبية الصيفية عام 1972، وأيضا نهائيات كأس العالم التي جرت عام 1974، وكأس الأمم الأوروبية لكرة القدم عام 1988. كما جرت على هذا الملعب نهائيات دوري أبطال أوروبا لثلاث مرات متتالية.
في عام 1979 فاز نادي نوتنغهام فورست على مالمو إف إف، عام 1993 فاز نادي مارسيليا على منافسه إيه سي ميلان، وفي عام 1997 بوروسيا دورتموند على يوفنتوس.
كان هذا الملعب منذ عام 1972 إلى غاية عام 2005 الملعب الرئيسي لنادي بايرن ميونخ وميونخ 1860

## مباريات المنتخب الألماني على الملعب الأولمبي

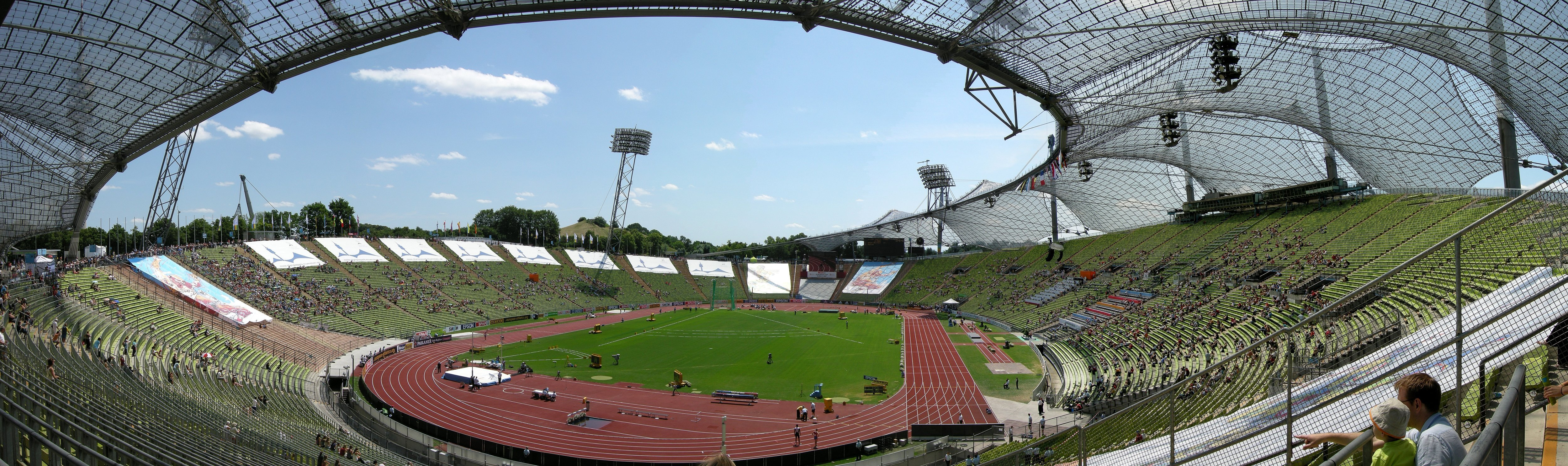
مشهد بانورامي من الملعب

| 26 مايو 1972   | ألمانيا الغربية 4 - 1 الاتحاد السوفيتي | (مباراة ودية بمناسبة افتتاح الملعب) |
| 9 مايو 1973    | ألمانيا الغربية 0 - 1 يوغوسلافيا       | (مباراة ودية)                       |
| 7 يوليو 1974   | ألمانيا الغربية 2 - 1 هولندا           | (نهائي كأس العالم 1974)             |
| 22 مايو 1976   | ألمانيا الغربية 2 - 0 إسبانيا          | (تصفيات يورو 1976)                  |
| 22 فبراير 1978 | ألمانيا الغربية 2 - 1 إنجلترا          | (مباراة ودية)                       |
| 2 أبريل 1980   | ألمانيا الغربية 1 - 0 النمسا           | (مباراة ودية)                       |
| 22 سبتمبر 1982 | ألمانيا الغربية 0 - 0 بلجيكا           | (مباراة ودية)                       |
| 17 نوفمبر 1985 | ألمانيا الغربية 2 - 2 تشيكوسلوفاكيا    | (تصفيات كأس العالم 1986)            |
| 17 يونيو 1988  | ألمانيا الغربية 2 - 0 إسبانيا          | (دور المجموعات في يورو 1988)        |
| 19 أكتوبر 1988 | ألمانيا الغربية 0 - 0 هولندا           | (تصفيات كأس العالم 1990)            |
| 26 مارس 1996   | ألمانيا 2 - 0 الدنمارك                 | (مباراة ودية)                       |
| 9 أكتوبر 1999  | ألمانيا 2 - 0 تركيا                    | (تصفيات يورو 2000)                  |
| 1 سبتمبر 2001  | ألمانيا 1 - 5 إنجلترا                  | (تصفيات كأس العالم 2002)            |

## وصلات خارجية
- الموقع الرسمي
- Olympic Stadium review by a+t architecture publishers